# Вільня (річка)

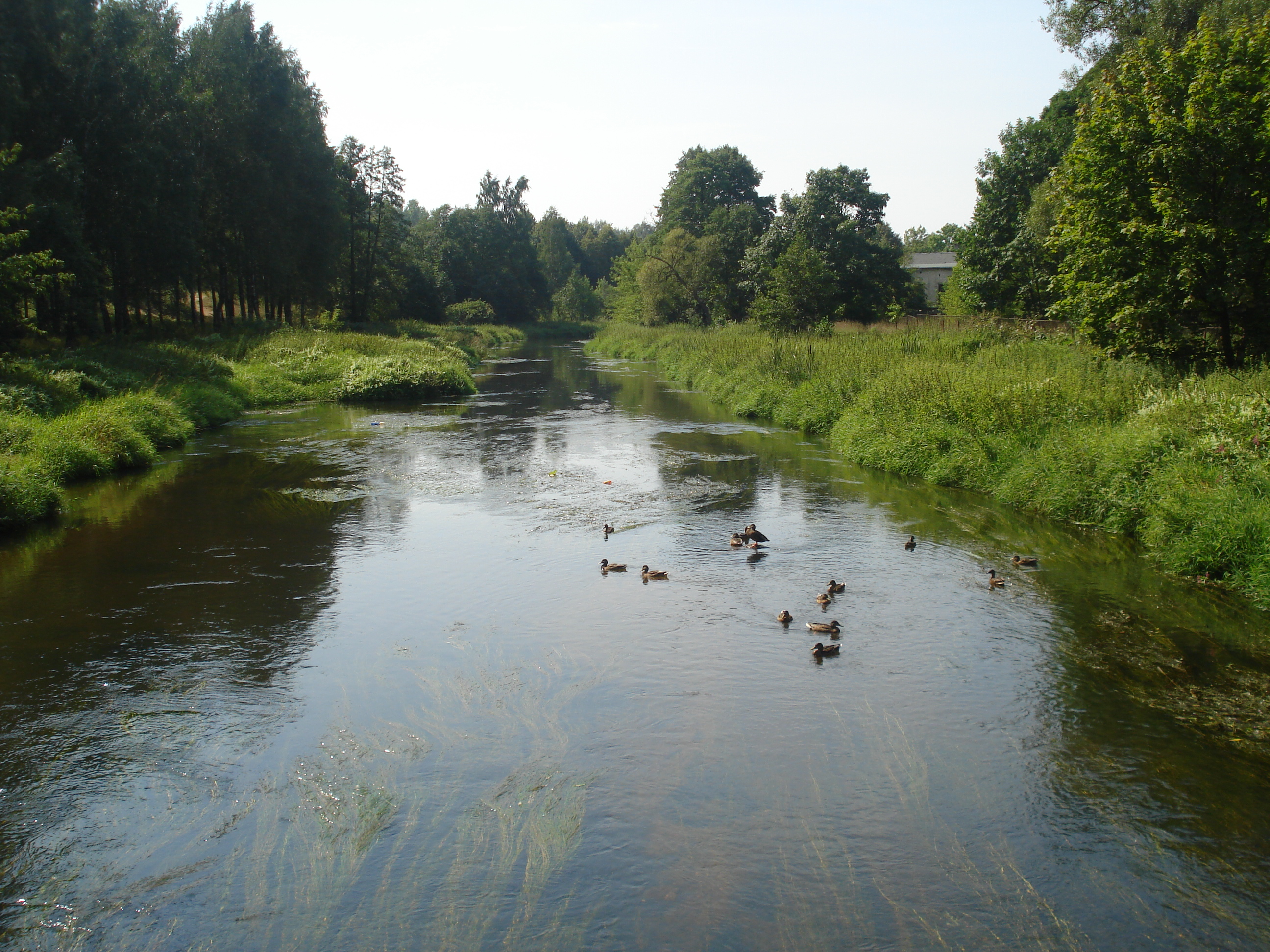

Вільня (Вільняле, білор. Вільня (Вілейка), лит. Vilnia, польськ. Wilenka) — річка в Литві та Білорусі.
Нова литовська форма назви «Вільняле» є калькою польської зменшувальної форми Віленка. Витік у Литві з села Вінджюнай (лит. Vindžiūnai) за 5 км на південь від міста Шумскас (лит. Šumskas), біля кордону з Білоруссю. Довжина річки 80 км. Басейн охоплює 624 км². Впадає в річку Вілію (Нярис, лит. Neris) у місті Вільнюсі.
| Білорусь | Це незавершена стаття з географії Білорусі. Ви можете допомогти проєкту, виправивши або дописавши її. |

| Литва | Це незавершена стаття з географії Литви. Ви можете допомогти проєкту, виправивши або дописавши її. |